# 1937-es magyar asztalitenisz-bajnokság
Az 1937-es magyar asztalitenisz-bajnokság a huszonegyedik magyar bajnokság volt. A bajnokságot március 30. és április 5. között rendezték meg Budapesten, a DSC Sas utca 15. alatti helyiségében (a selejtezőt a DSC és az FTC helyiségében).

## Eredmények
| Versenyszám  | Arany                                | Arany | Ezüst                                               | Ezüst | Bronz | Bronz |
| ------------ | ------------------------------------ | ----- | --------------------------------------------------- | ----- | --- | ----- |
| Férfi egyéni | Gárdos György VAC                    |       | Richard Bergmann Austria Wien                       |       | Boros István Duna SCSoós Ferenc Újpesti TE                                                                                                   |       |
| Női egyéni   | Gál Magda Duna SC                    |       | Király Ilona Ferencvárosi TC                        |       | Ferenczy Ida Ferencvárosi TCHomoki Erzsébet Magyar Pamut SC                                                                                  |       |
| Férfi páros  | Benkő Károly, Schmiedl Jenő VAC      |       | Márton János, Rosemann László MTK                   |       | Boros István, Házi Tibor Duna SCTill Károly, Sárosi Tibor MTK, Duna SC                                                                       |       |
| Női páros    | Beregi Dóra, Gál Magda VAC, Duna SC  |       | Ferenczy Ida, Király Ilona Ferencvárosi TC          |       | dr. Biróné Sipos Anna, Homoki Erzsébet Pénzintézeti SL, Magyar Pamut SCMihálszky Rózsi, Wilhelmus Valéria MOVE Széchenyi TE, Ferencvárosi TC |       |
| Vegyes páros | Földi Ernő, Beregi Dóra Duna SC, VAC |       | Sárosi Tibor, Király Ilona Duna SC, Ferencvárosi TC |       | Richard Bergmann , Ferenczy Ida Austria Wien , Ferencvárosi TCSchmiedl Jenő, dr. Biróné Sipos Anna VAC, Pénzintézeti SL                      |       |